# Thomas Betterton

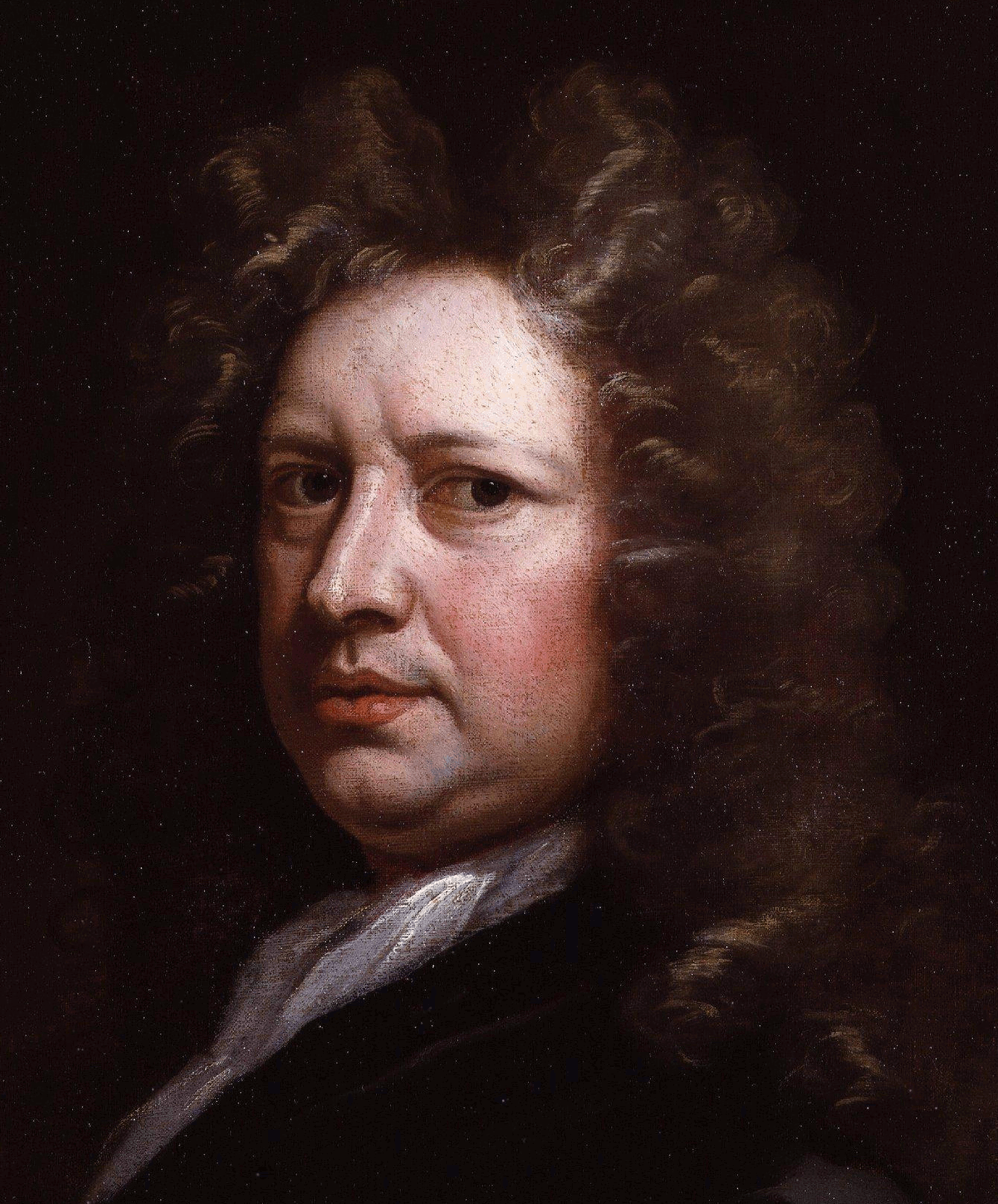
Thomas Betterton.

Thomas Patrick Betterton (ca. Londres, 1635 - 28 de abril de 1710) foi um ator inglês, filho de um cozinheiro do Rei Carlos I. Ele está enterrado na Abadia de Westminster.